# Lynx lynx dinniki
El lince caucásico (Lynn lynx dinniki), también conocido como el lince del Cáucaso  o lince oriental, es una subespecie del lince euroasiático nativo del Cáucaso. Vive en el Medio Oriente. Hay 680 individuos maduros en el Cáucaso septentrional (en 2013). Se propone que el lince del Cáucaso figure como vulnerable en Irán.